# 顾俊
顾俊（1975年1月3日—），江苏无锡人，中国退役女子羽毛球运动员，擅長双打項目。曾和搭档葛菲一起获得1996和2000两届奥运会该项目的冠军。多年占据羽毛球女子双打世界第一的位置，有「天下第一双」的美譽。

## 簡歷
1996年，顧俊/葛菲的組合代表中國參加在美國亞特蘭大舉行的奧運會女子羽毛球雙打比賽；她們在晉級過程中所向披靡，四場賽事僅僅失了39分；決賽面對當時世界排名第一的韓國組合吉永雅/張惠玉，結果顧/葛只花了36分鐘，便以2比0（15-5、15-5）成功擊敗對手，奪得中國首面的羽毛球奧運金牌。
奧運會後，她們接連贏得1997年世界羽毛球錦標賽冠軍、1998年亞洲運動會金牌和1999年世界羽毛球錦標賽的冠軍；更在四年半期間而無敵姿態取得全勝佳績。
2000年 ，顧俊/葛菲的組合再次代表中國參加在澳大利亞悉尼 舉行的奧運會女子羽毛球雙打比賽，並成功衛冕。

## 主要比賽成績
- 1992年

全国羽毛球锦标赛 女双冠军
世界青年羽毛球錦標賽 女双冠军
- 1993年

泰国羽毛球公开赛 女双冠军
- 1994年

亞洲羽毛球錦標賽 女双冠军
马来西亚羽毛球公开赛 女双冠军
新加坡羽毛球公开赛 女双冠军
亞洲運動會羽毛球比賽 女双銅牌
泰国羽毛球公开赛 女双冠军
香港羽毛球公开赛 女双亚军
中国羽毛球公开赛 女双冠军
苏格兰羽毛球公开赛 女双冠军
世界羽毛球大奖赛总决赛 女双冠军
- 1995年

韩国羽毛球公开赛 女双亚军
日本尤尼克斯杯羽毛球公开赛 女双冠军
亞洲羽毛球錦標賽 女双冠军
蘇迪曼盃 冠军
印尼羽毛球公开赛 女双冠军
全英羽毛球公开赛 女双冠军
新加坡羽毛球公开赛 女双冠军
中国羽毛球公开赛 女双冠军
世界羽毛球大奖赛总决赛 女双冠军
- 1996年

中华台北羽毛球公开赛 女双冠军
日本羽毛球公开赛 女双亚军
全英羽毛球公开赛 女双冠军
奥林匹克运动会羽毛球比赛 女双冠军
- 1997年

蘇迪曼盃 冠军
世界羽毛球锦标赛 女双冠军
马来西亚羽毛球公开赛 女双冠军
羽毛球世界杯 女双冠军
- 1998年

全英羽毛球公开赛 女双冠军
瑞士羽毛球公开赛 女双冠军
尤伯杯 冠军
新加坡羽毛球公开赛 女子双打冠军
亚洲羽毛球锦标赛 女双冠军
亞洲運動會羽毛球比賽 女团、女双冠军
- 1999年

世界羽毛球大奖赛总决赛 女双冠军
蘇迪曼盃 冠军
世界羽毛球锦标赛 女双冠军
- 2000年

奥林匹克运动会羽毛球比赛 女双冠军

## 外部連結
- 奥运名人堂：顾俊 第29届奥林匹克运动網站